# Solanum hirtellum
Solanum hirtellum là loài thực vật có hoa trong họ Cà. Loài này được (Spreng.) Hassl. miêu tả khoa học đầu tiên năm 1918.